# جورج بيلوز
جورج بيلوز (بالإنجليزية: George Bellows )‏ (و. 1882 – 1925 م) هو رسام، وأستاذ جامعي أمريكي، ولد في كولومبوس، أوهايو، توفي في نيويورك، عن عمر يناهز 43 عاماً، بسبب التهاب البريتون.

## التعليم
تعلم في جامعة ولاية أوهايو.

## روابط خارجية
- جورج بيلوز على موقع الموسوعة البريطانية (الإنجليزية)
- جورج بيلوز على موقع إن إن دي بي (الإنجليزية)
- جورج بيلوز على موقع أوليمبيديا (الإنجليزية)